# Partido judicial de Ribadavia
El Partido judicial de Ribadavia es uno de los 45 partidos judiciales en los que se divide la Comunidad Autónoma de Galicia, siendo el partido judicial n.º 2 de la provincia de Orense.
Comprende a las localidades de Arnoia, Avión, Beade, Carballeda de Avia, Castrelo de Miño, Cenlle, Cortegada, Leiro, Melón, Pontedeva y Ribadavia.
La cabeza de partido y por tanto sede de las instituciones judiciales es Ribadavia. La dirección del partido se sitúa en la Plaza Mayor de la localidad. Ribadavia cuenta con un Juzgado de Primera Instancia e Instrucción.